# Маркус Айзенбіхлер
Маркус Айзенбіхлер (нім. Markus Eisenbichler, 3 квітня 1991) — німецький стрибун з трампліна, шестиразовий чемпіон світу, призер чемпіонату світу, призер чемпіонатів світу з польотів на лижах.
Золоту медаль чемпіона світу Айзенбіхлер здобув у складі змішаної команди на чемпіонаті 2017 року, що проходив у фінському місті Лахті. Там же він виборов бронзову нагороду в особистих змаганнях на нормальному трапліні.
З чемпіоната світу 2019 року, що проходив в австрійському Зефельді, Айзенбіхлер привіз три золоті медалі: особисту на великому трампліні й дві командні, як член чоловічої команди на великому трампліні та як член змішаної команди на нормальному трампліні.
На чемпіонаті світу 2021 року в Оберстдорфі Айзенбіхлер завоював дві командні золоті нагороди.

## Олімпійські ігри
| Рік  | Місто                     | НТ | ВТ | КВТ | ЗК  |
| ---- | ------------------------- | -- | -- | --- | --- |
| 2018 | Пхьончхан, Південна Корея | 8  | 14 | —   | Н/Д |
| 2022 | Пекін, Китай              | 31 | 5  | 3   | —   |

## Чемпіонат світу
| Рік  | Місто                 | НТ | ВТ | КВТ | ЗК |
| ---- | --------------------- | -- | -- | --- | -- |
| 2015 | Фалун, Швеція         | —  | 10 | 5   | —  |
| 2017 | Лахті, Фінляндія      | 3  | 13 | 4   | 1  |
| 2019 | Зеефельд, Австрія     | 7  | 1  | 1   | 1  |
| 2021 | Оберстдорф, Німеччина | 17 | 17 | 1   | 1  |

## Зовнішні посилання
- Досьє на сайті Міжнародної лижної федерації [Архівовано 27 лютого 2017 у Wayback Machine.]